# 巴基斯坦对恐怖主义的支持
巴基斯坦涉嫌以帮助恐怖主义组织的方式支持恐怖主义。该国经常受到许多国家的指控，包括其邻国阿富汗、印度、伊朗以及美国、英国、德国和法国，称其牵涉进其所在南亚地区及之外的各种恐怖活动。西方媒体和美国国防部长将巴基斯坦西北部的阿富汗-巴基斯坦边境部落地区称为恐怖分子的温良避风港，而印度则指控巴基斯坦对查谟和克什米尔地区的武装叛乱提供财政和军备上的支持以延续其叛乱活动，同时派遣受过国家训练的恐怖分子越过控制线和法理上的印巴边境，在相应的印控克什米尔和印度本土地区发动袭击。据布鲁金斯学会萨班中东政策中心在2008年发表的一项分析称，巴基斯坦“可能是除了伊朗之外最活跃的恐怖组织赞助者......他们支援对美国构成直接威胁的组织。巴基斯坦的频繁介入已在该地区造成数千人死亡；这些年来，尽管国际社会多次发出严厉警告，但巴基斯坦仍然在支持好几个恐怖组织。”中东政策中心恐怖主义与安全教授兼高级分析师丹尼尔·拜曼也写道：“巴基斯坦可能是2008年里最积极的恐怖主义支持者。”2018年，巴基斯坦前总理纳瓦兹·谢里夫暗示巴基斯坦政府（参见建制派 (巴基斯坦)）参与进了2008年由巴基斯坦伊斯兰恐怖组织虔诚军发动的孟买袭击事件。2019年7月，巴基斯坦总理伊姆兰·汗在对美国进行正式访问时，承认在巴基斯坦领土内大约有30000至40000名武装恐怖分子存在。他进一步表示，在反恐战争的过去15年里，前几届政府一直在隐瞒这一事实，尤其是对美国。
美国在其恐怖主义支持国名单中称巴基斯坦为“恐怖分子的避风港”——在该国，由于政府管理不当抑或政治上的意愿不够坚定（也可能两者兼有），恐怖分子个人和组织能够组织、计划、筹集资金、沟通、招募、训练、过境和在相对安全的情况下开展活动。奥萨马·本·拉登，基地组织的头目，也是2001年911袭击事件的幕后策划者，被美国海军海豹突击队在海神之矛行动中击毙于其住宅内，地点就是在巴基斯坦开伯尔-普赫图赫瓦省阿伯塔巴德的军事学院附近。

## 国家支持恐怖主义的指控
1993年，美国国务卿将巴基斯坦列入了多次为国际恐怖主义行为提供支持的国家名单（直到后来因其成为反恐战争重要盟友的一员而将其剔除）。事实上，许多人认为，巴基斯坦在反恐斗争中一直扮演双面人的角色，一面展现出帮助遏制恐怖活动，另一面则助长恐怖活动。巴基斯坦记者艾哈迈德·拉希德和作家泰德·盖伦·卡彭特指控巴基斯坦三军情报局向塔利班和克什米尔的恐怖分子提供帮助。
作家戈登·托马斯称，在帮助抓捕基地组织成员的同时，巴基斯坦“仍然支持印度查谟和克什米尔邦的恐怖组织，对他们提供资金、训练和军备来达到对印度进行消耗战的目的”。记者斯蒂芬·施瓦茨指出，有好几个恐怖分子和犯罪集团“得到了巴基斯坦军队高级官员、该国三军情报局情报机构和其他武装单位的支持”。卡托研究所国防和外交政策研究高级研究员泰德·盖伦·卡彭特说：“如果没有伊斯兰堡政府的积极支持，那么塔利班能不能在阿富汗上台掌权就要划个问号。巴基斯坦当局在1990年代中期为该民兵组织提供资金和军事装备上的帮助，而当时塔利班只是阿富汗内战中几个相互竞争的派别之一。伊斯兰堡直到美国在911事件发生后向其施以巨大外交压力之时，才开始切断和塔利班的政治与财政上的联系。但即使是到现在，也不确定巴基斯坦情报部门的主要成员是否已经抛弃了他们的塔利班客户。
巴基斯坦领导人并不单单只在阿富汗这一个地方和恐怖分子客户眉来眼去，该国甚至还援助过克什米尔的对平民采取过恐怖行动的反叛武装团体。而开在巴基斯坦的由沙特人资助的极端主义宗教学校的数目也多得不成比例。”巴基斯坦前驻美大使侯赛因·哈卡尼曾表示，巴基斯坦支持恐怖主义。
作者丹尼尔·拜曼说：“巴基斯坦可能是当今最积极的恐怖主义支持者。”他在《澳大利亚人报》发表的一篇文章中写道，“随着孟买的恐怖屠杀的发生，巴基斯坦现在可能是恐怖主义的最大支持国，甚至超过了伊朗，但它从未被美国国务院列为恐怖主义的支持国。”
巴基斯坦前总统佩尔韦兹·穆沙拉夫承认，他的部队训练激进组织在印控克什米尔与印度作战。他承认，政府对此“视而不见”，因为想迫使印度走上谈判桌，并让国际关注这个问题。他还表示，2001年后，三军情报局的巴基斯坦间谍培养了塔利班，因为卡尔扎伊的政府不是由该国最大的民族普什图族来主导，主要成员是一些被指偏袒印度的官员。
印度一直在指控巴基斯坦参与训练、武装地下激进组织以在克什米尔与印度军队作战。

## 三军情报局和恐怖主义
三军情报局经常被人指控参与进了横跨印度各地的重大恐怖袭击事件，包括克什米尔的恐怖袭击、2006年7月的孟买火车爆炸案、2001年印度议会袭击事件、2006年瓦拉纳西爆炸案、2007年8月的海得拉巴爆炸案和2008年11月的孟买袭击。
三军情报局还被人指控支持塔利班部队并招募和训练圣战士去阿富汗和克什米尔作战。美国情报机构根据截获的通讯资料得出结论，巴基斯坦的三军情报局是2008年7月7日袭击印度驻喀布尔大使馆的幕后黑手，而印度和阿富汗政府此前也提出过这一指控。
据信，巴基斯坦的情报机构，也就是三军情报局，正在帮助这些圣战组织消灭被他们视作敌人或阻碍其行动的势力，包括印度、俄罗斯、中国、以色列、美国、英国和北约其他成员国。来自美国联邦调查局的卫星图像表明巴基斯坦存在多个恐怖分子营地，至少有一名武装分子承认他是在该国接受训练，是涉及到部分正在发生的克什米尔争端，其中巴基斯坦被指支持分离主义民兵。许多无党派消息人士认为，巴基斯坦军方和三军情报局的官员同情并帮助伊斯兰恐怖分子，称“三军情报局向活跃在克什米尔的恐怖组织，包括基地组织的附属机构穆罕默德军，提供了虽秘密但记录详尽的支持”。
阿富汗总统哈米德·卡尔扎伊经常重申其指控称，武装分子在巴基斯坦开设训练营，并将巴基斯坦当作发射平台来攻击阿富汗境内的目标。他还敦促西方的军事盟友瞄准邻国巴基斯坦的极端分子藏身处。针对躲藏在巴基斯坦山中部落地区的阿富汗武装分子，美国和巴基斯坦同意让美国无人机在巴基斯坦境内实施空袭。
关塔那摩湾拘留营的几名被拘留人员告诉美国审讯人员称，他们得到了三军情报局的帮助，在有争议的克什米尔地区发动袭击。

## 与恐怖组织的联系
巴基斯坦被人指称为恐怖组织的避风港，包括以下组织：
1. 基地组织[67]
2. 奥马尔军（英语：Lashkar-e-Omar）[68]
3. 虔诚军 (LeT)[69]
4. 穆罕默德军 (JeM)[69]
5. 先知同伴护卫（英语：Sipah-e-Sahaba Pakistan）[70]
6. 正义之军[71]
7. 巴德尔组织（英语：Al-Badr (Jammu and Kashmir)）[72]
8. 伊斯兰圣战者组织（英语：Harkat-ul-Mujahideen）[70]
9. 伊斯兰国-呼罗珊省[73]

尽管巴基斯坦否认为任何恐怖组织提供安全庇护。已有一些恐怖分子营地设在巴基斯坦的例子，如：
- 2009年6月，印度陆军参谋长迪帕克·卡普尔将军在与美国国家安全顾问吉姆·琼斯会面时声称，巴基斯坦是43个“恐怖分子营地”的所在地[75]。
- 许多克什米尔团体还将其总部设在巴基斯坦控制的克什米尔，印度政府认为这是进一步的证据。
- 巴基斯坦社会中有公开招募恐怖分子以及为其筹款的现象[72]。

### 与巴基斯坦有关的武装组织
查谟和克什米尔解放阵线公开承认，仍有3000多名来自不同国家的武装分子正在接受训练。

### 对武装分子的同情
穆罕默德军指出巴基斯坦军方和三军情报局都有同情和帮助伊斯兰激进分子的人员，并补充说“三军情报局向活跃在克什米尔的恐怖组织，包括穆罕默德军，提供了秘密但记录很详细的支持”。其他消息源也赞同这一点。巴基斯坦否认与克什米尔的恐怖活动有任何牵连，称其只是为所谓的“分离主义”团体提供政治和道义上的支持。许多克什米尔团体还将其总部设在巴基斯坦控制的克什米尔，这被印度政府当作进一步的证据。

### 批评
因巴基斯坦对其与阿富汗的边界控制不力，再加上其对被联合国认定为恐怖分子的塔利班领导人的活动不施以限制，一向沉默寡言的联合国组织（UNO）也公开向其施压。

## 巴基斯坦军队支持恐怖分子的指控
巴基斯坦前总统佩尔韦兹·穆沙拉夫承认，巴基斯坦在20世纪90年代支持和训练虔诚军(LeT)等恐怖组织在克什米尔开展武装行动。从1979年起，巴基斯坦就开始支持宗教激进主义。他还说“包括哈菲斯·萨伊德和拉赫维在内的克什米尔自由战士当时是我们的英雄。我们训练了塔利班，派他们去对抗苏联。塔利班、哈卡尼、奥萨马·本·拉登和扎瓦希里当时（苏阿战争期间）是我们的英雄。后来他们变成了恶棍”。
根据佩爾韋茲·侯德胡伊的说法，“本拉登是只巴基斯坦军队一直在看守着的‘金鹅’。但现在，让他们恼火的是，这只金鹅就在他们眼皮子底下被偷走了。在这之前，他们的想法是在合适的时间以合适的价格卖了这只鹅，要么换来美元，要么换来政治让步”。
据称，巴基斯坦还要对2001年入侵阿富汗时撤离了被北约部队包围的大约5000名塔利班和基地组织高层领导人一事负责。此事被称为昆都士空运，也被大众称为“邪恶空运”，涉及到多架巴基斯坦空军运输机，这些运输机在数日内曾多次出动。然而，这些说法的可靠性受到了五角大楼的质疑。美国和巴基斯坦都否认发生过任何此类空运事件。参谋长理查德·迈尔斯将军称，昆都士机场已因美国的袭击而“瘫痪”。尽管机场的一部分还能用，但跑道不够长，无法让运输机起降。美国国防部长唐纳德·拉姆斯菲尔德也称，他没有收到任何报告能够证实这些称飞机进出过该市的说法。他还说，他对这些说法表示怀疑。根据美国反恐协调员办公室在2001年发表的一篇题为“国家支持的恐怖主义概述”的文章的说法，“在南亚，美国越来越对巴基斯坦支持活跃在克什米尔的恐怖组织和恐怖分子，以及其对塔利班的尤其是在军事上的支持的有关报道表示关注，他们塔利班继续包庇恐怖组织，包括基地组织、埃及伊斯兰圣战组织、伊斯兰集团和乌兹别克斯坦伊斯兰运动。”据报道，2011年时，美军从阿富汗的塔利班叛乱分子手中缴获了巴基斯坦的军用物资。

### 在巴基斯坦被杀或被俘的基地组织领导人
批评人士指控巴基斯坦的军方和安保机构保护奥萨马·本·拉登，直到他被美军发现并被击毙。这一问题可能会恶化美国与巴基斯坦的关系。本拉登是在他位于巴基斯坦阿伯塔巴德已经住了五年多的住所里被杀的。这是一所豪华的大院，距离首都伊斯兰堡不到100公里的车程，可能是专门为本拉登建造的。该座大院位于巴基斯坦军事学院西南方1.3（0.81英里）处，这是一所著名的军事学院，可与英国的桑德赫斯特和美国的西点军校相提并论。巴基斯坦总统扎尔达里否认了他的国家的安全部队有为奥萨马·本·拉登提供庇护的可能性。
史蒂夫·科尔表示，截至2019年，没有直接证据表明巴基斯坦知道本拉登在阿伯塔巴德的存在。从阿伯塔巴德大院缴获的文件普遍显示，本拉登对与巴基斯坦情报部门和警察的接触持谨慎态度，特别是考虑到巴基斯坦在哈立德·谢赫·穆罕默德的落网中起到的作用。根据科尔的说法：“中央情报局和其他奥巴马政府官员表示，他们没有证据——没有截获的信息，也没有来自阿伯塔巴德的未公开文件表明——卡亚尼或帕夏或任何其他三军情报局官员知道本拉登的藏身之处。考虑到2011年美国国家安全官僚机构普遍存有对巴基斯坦的敌意，如果美国拥有如此确凿的证据，那么几乎肯定会被捅出来。”巴基斯坦则采取行动捣毁了为美国人带路报信的网络，作为对美国揭露本拉登藏身之处的回应。
除了本·拉登和哈立德·谢赫·穆罕默德之外，拉姆齐·本·希布赫、阿布·祖拜达、阿布·莱斯·利比和谢赫·萨伊德·马斯里都在巴基斯坦境内被俘或被杀。

### 虔诚军和达瓦慈善会
虔诚军在1990年代时就开始在印控克什米尔地区展开活动。该组织在三军情报局和巴基斯坦军队的帮助下，积极从巴基斯坦一侧派遣武装分子渗透控制线，开展破坏活动。巴基斯坦陆军和三军情报局长期以来都觉得虔诚军是该国最可靠的对抗印度的代理人，且在这一方面仍有利用价值，或许还能当作谈判桌上的筹码。
公众普遍认为激进组织虔诚军该为2008年11月的孟买袭击事件承担责任，而美国对其创始人哈菲斯·穆罕默德·萨伊德开出了1000万美元的悬赏。萨伊德现在是达瓦慈善会组织的负责人，一般认为该组织是用来掩盖虔诚军的门面组织。2001年的印度议会袭击事件发生后，虔诚军被指控为幕后黑手，因此其在2002年被巴基斯坦取缔。而达瓦慈善会目前被美国、欧盟、印度和俄罗斯列为恐怖组织并加以禁止。2014年6月，华盛顿宣布达瓦慈善会是虔诚军的附属机构，并宣布悬赏资金买下其政治部负责人、萨伊德的姐夫阿卜杜勒·拉赫曼·马基的人头。虔诚军的领导人、据称是2008年孟买袭击的策划者扎基尔·雷曼·拉赫维被巴基斯坦释放，引起了印度的谴责。
达瓦慈善会定期举行大规模的政治和宗教集会，倡导在克什米尔进行圣战。巴基斯坦在其2014年12月的集会上派出了两列专列将人群运送到拉合尔。印度外交部称这“无异于是将恐怖主义和恐怖分子主流化”。集会在巴基斯坦的国家纪念建筑——决议日纪念塔附近举行，并提供了4000名警察作为安全保障。达瓦慈善会还为其反印度和支持圣战的运动索要捐款。

### 塔利班和哈卡尼网络
巴基斯坦还被人指控向塔利班提供援助，如人权观察称：“其中包括为塔利班筹集资金、资助塔利班的行动、作为塔利班在事实上的驻外使者提供外交支持、为塔利班战士安排训练计划、招募新老人力去塔利班军队服役、策划和指挥进攻、提供和帮助弹药及燃料的运输，还有的时候似乎是直接提供战斗支持”。美国在2008年时曾表示，对美国的下一次袭击可能会来自巴基斯坦。
美国前参谋长联席会议主席迈克尔·马伦称哈卡尼网络是“巴基斯坦三军情报局名副其实的左膀右臂”。马伦说，该国主要情报机构三军情报局正在支持哈卡尼网络，该组织被指控要为2011年9月袭击美国驻喀布尔大使馆以及同月造成77名联军士兵受伤、5名阿富汗平民死亡的北约卡车爆炸事件负责。
美国和北约驻阿富汗部队高级指挥官约瑟夫·安德森中将在五角大楼主持的阿富汗视频简报中说：“利剑行动有助于削弱哈卡尼网络在阿富汗领土发动袭击的能力”。他还补充说，哈卡尼网络现在也已支离破碎。
巴基斯坦总理国家安全和外交事务顾问薩爾塔傑·阿齊茲在2014年11月接受乌尔都语BBC采访时表示，巴基斯坦不应该针对像阿富汗塔利班和哈卡尼网络这样的武装分子，因为他们对巴基斯坦的安全没有威胁。在巴基斯坦议会对此言论提出质询后，巴基斯坦外交部澄清说，这一声明是在历史背景之下发表的。

## 国际反应

### 国际孤立
巴基斯坦过去曾因被指控反恐不力而受到国际孤立的威胁。原定于2016年在伊斯兰堡举行的南盟峰会在遭到印度、阿富汗、孟加拉国和不丹这四个国家的抵制后被取消。巴基斯坦因涉嫌洗钱和资助恐怖主义而被列入反洗钱金融行动特别工作组灰名单，这使得该国难以从国际货币基金组织、世界银行亚洲开发银行和欧盟等国际机构获得财政援助。

### 美国
美国国家安全顾问詹姆斯·洛·琼斯过去曾向巴基斯坦发信称无法接受对恐怖主义的双重标准。
2016年9月时，美国众议院反恐小组委员会主席、来自德克萨斯州的众议员泰德·波伊和来自加利福尼亚州的达娜·罗拉巴赫在美国众议院提出一项法案，要求将巴基斯坦定为“支持恐怖主义的国家”。这项名为HR 6069的法案要求美国总统在90天内发布一份报告，详细说明巴基斯坦在支持国际恐怖主义中起到的作用，然后由美国国务卿进行讨论。泰德·波伊在一份声明中说，巴基斯坦不仅不是一个值得信任的盟友，而且还帮助和教唆了美国的敌人。他称2016年乌里袭击事件是“长期以来巴基斯坦支持‘圣战’恐怖组织并为其行动提供空间的这种不负责任的政策所导致的最新的一起后果”。而美国参议员约翰·麦凯恩则表示该法案不会通过，并指出该法案是由国会内部少数人推动的。麦凯恩还承认巴基斯坦在反恐斗争中也蒙受了损失。
2017年，美国总统唐納·川普指责巴基斯坦为塔利班等组织提供“庇护”。由于巴基斯坦在支持美国南亚战略方面“缺乏果断行动”，2018年1月美方取消对巴基斯坦的军事援助项目。这是美国先前宣布暂停对巴安全援助的一部分。

### 英国
2010年7月时，英国首相戴维·卡梅伦指控巴基斯坦政府采取双重标准：“我们无论如何都不能容忍有这样的想法——让这个国家脚踏两条船，并且让它能够以某种方式帮助恐怖活动输出到无论是印度，还是阿富汗，还是世界其他的哪个地方。”然而，与卡梅伦首相同行的英国外交大臣威廉·黑格澄清了卡梅伦的言论说：“他并没有指控任何人从事双重交易。他也在说巴基斯坦在打击恐怖主义方面取得了很大进展。巴基斯坦本土当然也发生过许多恐怖主义暴行。”卡梅伦的言论引发了其与巴基斯坦的外交争端，巴基斯坦的许多官员和政界人士强烈批评他的言论，对其进行挞伐。2010年12月，他在阿富汗访问期间想要访问巴基斯坦来缓和双方关系。但巴基斯坦拒绝了他的访问，明显是因其言论而对他冷落。

### 阿富汗
美国情报官员声称，巴基斯坦的三军情报局为2008年印度驻喀布尔大使馆爆炸案提供了支持。他们说，协助袭击的三军情报局官员并非组织的内鬼，表明他们的行动可能得到了上级的授权。这次袭击是由贾拉鲁丁·哈卡尼实施的，西方情报机构称其组织的地下网络要对阿富汗各地的暴力活动负上责任，包括印度大使馆爆炸案和2008年喀布尔塞雷纳酒店袭击事件。加拿大公民和移民部长克里斯·亚历山大在2014年时称巴基斯坦是支持威胁世界安全的恐怖主义的国家。
《卫报》针对阿富汗战争文件泄露事件作出的回应中对巴基斯坦支持恐怖主义的指控有截然不同的看法。迪克兰·沃尔什在2010年7月25日星期日时表的一篇文章指出：“尽管这些情报文件的细节令人瞠目结舌，但它们大多是由初级官员依赖线人和阿富汗官员来整理出来的，未能为三军情报局的同谋行为提供令人信服的确凿证据。大多数报告都含糊不清充满了不一致的细节，抑或是粗制滥造的。相同的人物——著名的塔利班指挥官、著名的三军情报局官员——和相同的场景反复出现。而且这些报告中预测的事件最后几乎没有发生的。一位退休的美国高级军官说，一般都认为基层的报告是‘谣言、胡说八道和二手信息’的混合体，会在向上级指挥部门传递的过程中被扔掉”。
在阿富汗政府开始公开指控巴基斯坦利用其三军情报局的间谍网络帮助塔利班和其他武装分子之后，阿富汗与巴基斯坦的关系变得更加紧张了。巴基斯坦通常都会否认这些指控，但其过去曾表示其无法完全控制三军情报局的活动。有许多关于阿富汗与巴基斯坦小规模冲突的报道，这种冲突通常发生在军队士兵紧急追捕来回越境的叛乱分子时。这导致了两国之间的关系紧张，尤其是在听到有平民伤亡的报告后。
奥萨马·本·拉登于2011年5月在巴基斯坦被击毙后，许多阿富汗知名人士开始遭到暗杀，其中包括穆罕默德·达乌德·达乌德、艾哈迈德·瓦利·卡尔扎伊、扬·穆罕默德·汗、古拉姆·海德尔·哈米迪、布尔汉努丁·拉巴尼等人。同年，阿富汗与巴基斯坦的小规模冲突开始加剧，以巴基斯坦为基地的哈卡尼网络在阿富汗各地发动了多次大规模袭击。这使得美国警告巴基斯坦可能对联邦直辖部落地区的哈卡尼网络成员采取军事行动。美国指责巴基斯坦政府——主要是其军队和三军情报局间谍网络，是这一切的幕后黑手。
“巴基斯坦政府，尤其是其军队和三军情报局，当他们选择使用暴力极端主义作为施政的工具时，伤害的不仅仅是我们战略伙伴的前景，还有他们自身成为一个受人尊重并且有正当的地区影响力的国家的机会。他们可能以为通过用这些代理人能够两边倒下赌注或者纠正他们认为的不平衡的地缘势力，但实际上，他们已经输掉了这场赌注。”——美国海军上将迈克·马伦，参谋长联席会议主席
美国驻巴基斯坦大使卡梅隆·芒特尔告诉巴基斯坦广播电台说：“几天前在喀布尔发生的袭击是哈卡尼网络干的。有证据表明哈卡尼网络与巴基斯坦政府有关系。这种事情必须要叫停。”其他的美国高级官员，如希拉里·克林顿和莱昂·帕内塔也发表了类似的声明。尽管如此，阿富汗总统哈米德·卡尔扎伊仍将巴基斯坦称为阿富汗的“孪生兄弟”。这些在外交谈判中的言辞意味着阿富汗不会为了取悦他人而与巴基斯坦为敌。而这两个国家现正共同努力，为影响它们的问题找到解决方案——包括可能的国防合作和情报共享，以及进一步加强双边贸易和“取消外交护照持有人的签证要求，来方便两国外交官免签旅行”。
在2017年5月喀布尔袭击事件发生后，阿富汗国家安全局声称这次爆炸是由阿富汗叛乱组织哈卡尼网络策划的，并重申指控称这些成员有在边境另一侧的巴基斯坦出现和受其支持。阿富汗总统阿什拉夫·加尼表示，巴基斯坦煽动了一场对该国的“未宣战的侵略”。巴基斯坦外交部发言人纳菲斯·扎卡里亚否认阿富汗的指控，称其“毫无根据”。
《华盛顿邮报》称，2021年塔利班攻势“与巴基斯坦有着千丝万缕的联系”。据《纽约时报》报道，“阿富汗部落领导人表示，巴基斯坦军方带领一众新战士从巴基斯坦境内的避难所大浪般涌过边境”。
尽管塔利班重建了阿富汗伊斯兰酋长国，然而在巴基斯坦塔利班问题日益严重和两国在杜兰线边界发生武装冲突之后，双边关系急剧恶化，双方互相指责对方支持恐怖主义。在巴基斯坦军方指责阿富汗人参与香拉爆炸之后。阿富汗国防部发言人赫瓦里兹米在社交平台X上发布声明称：“巴基斯坦军方发言人最近的说法是不负责任的……将此类事件归咎于阿富汗是企图转移人们对真相的注意，我们坚决反对这种做法。”他还表示，阿临时政府有很多证据表明“达伊什”（Daesh，即伊斯兰国）成员在巴基斯坦策划恐怖活动并袭击阿富汗境内目标。

### 印度
巴基斯坦政府被人指控援助在其境内活动的恐怖组织来袭击邻国印度。巴基斯坦否认所有指控，称这些活动并非是由国家的政府所施行。
印度声称2008年孟买袭击事件来自于巴基斯坦，袭击者与一名巴基斯坦上校及其他一些在巴基斯坦的操控人员有联系。参与孟买袭击的案犯大卫·黑德利的证词指出，三军情报局大量涉入虔诚军的活动，包括这次孟买袭击。这导致联合国禁止虔诚军这一组织，而巴基斯坦政府尚未执行该禁令。
2006年4月5日，印度警方逮捕了六名伊斯兰武装分子，其中包括一名帮助策划瓦拉纳西爆炸事件的神职人员。据信该神职人员是被取缔的南亚伊斯兰激进组织伊斯兰圣战运动的一名指挥官，并且其与三军情报局有联系。
巴基斯坦否认参与进了克什米尔的激进活动，尽管其总统阿西夫·阿里·扎尔达里在2010年7月时承认激进分子是由过去的政府“作为实现某些短期的战术上的目标的政策”所“故意制造和培养”的，并表示他们在九一一之前都是“英雄”。
2010年10月时，巴基斯坦前总统、前巴基斯坦陆军司令佩尔韦兹·穆沙拉夫透露，巴基斯坦武装部队训练激进组织在克什米尔与印度军队作战。许多被美国认定为恐怖组织的克什米尔激进组织仍然在巴控克什米尔设有总部。印度政府将此作为巴基斯坦支持恐怖主义的进一步的证据。许多恐怖组织虽被联合国禁止，但继续改用不同的名称活动。就连一向沉默寡言的联合国也因为巴基斯坦对其与阿富汗边境控制不力、对被联合国认定为恐怖分子的塔利班领导人的活动不施以限制而公开向其增加压力。印度的联邦和州政府都仍然在指控巴基斯坦协助好几个被禁止的恐怖组织，包括对本国政府不满的印度组织，比如阿萨姆邦的阿萨姆联合解放阵线。
除了克什米尔之外，巴基斯坦还被印度指控支持其在旁遮普邦的叛乱。印度声称，巴基斯坦向锡克教分离主义组织提供了支持，试图建立独立的卡利斯坦国家。而巴基斯坦否认了印度的所有指控。印度的一名旁遮普邦邦议员认为，巴基斯坦支持锡克教分离主义组织是为了报复印度在孟加拉国解放战争期间的所为。巴基斯坦前陆军参谋长米尔扎·阿斯拉姆·贝格曾在接受采访时表示热烈支持对印度的圣战以及抓住时机利用卡塔普尔走廊支援卡利斯坦运动。
2019年时，巴基斯坦总理公开劝阻巴基斯坦民众不要去克什米尔进行圣战。去了克什米尔的人会做“对克什米尔人民不义的事情”。多年来大多数越过边境并被印度安全部队抓获的巴基斯坦武装分子发现是来自巴基斯坦旁遮普省。

### 孟加拉国
巴基斯坦驻达卡高级专员公署的官员被指控为被禁止的孟加拉圣战者组织的恐怖活动提供资金和涉嫌另一起不相关的事件。孟加拉国外交部指控外交官员马扎尔汗在达卡经营非法的印度货币业务，并涉嫌与武装分子有联系。然而，巴基斯坦外交部坚称针对他的指控毫无根据，并对此表示遗憾。
2015年12月时，巴基斯坦决定召回第二秘书法丽娜·阿尔沙德——之前孟加拉国当局因为据称她“向一名面临间谍指控的疑似武装分子提供了财政支持”而要求这名外交官离开。同样拥有巴基斯坦国籍的孟加拉圣战者特工伊德里斯·谢赫声称他从她那里收到了钱，并与她有过一段时间的联系。巴基斯坦外交部表示，在受到“骚扰”后已从孟加拉国撤回一名外交官。伊斯兰堡的一份正式声明驳斥这些指控“毫无根据”，并补充说：“媒体以虚假的指控对她发起了一场不间断的精心策划的宣传运动。”